# Electrical Storm
Electrical Storm is een nummer van de Ierse band U2.
Het nummer verscheen met twee remixen van New York, een remix van Electrical Storm en een medley van Bad, 40 en Streets als single in november 2002.
Electrical Storm werd eerder uitgezonden dan gepland, Bono stuurde een vriend een demo van het nummer voor zijn huwelijk. Gezien het feit dat die vriend radio-dj is, kregen de luisteraars van zijn show het nummer als twee maanden voor de officiële datum uitgezonden.
Volgens Bono gaat het nummer over een stelletje in een kamer, die buiten een storm voelen broeien, wat vervolgens resulteert in een verhoogde druk die ze in hun relatie stoppen.
Bono · The Edge · Adam Clayton · Larry Mullen jr.